# Dundret
Dundret este o arie protejată (arie specială de conservare — SAC, sit de importanță comunitară — SCI) din Suedia întinsă pe o suprafață de 5.160,5 ha, integral pe uscat.

## Localizare
Centrul sitului Dundret este situat la coordonatele 67°05′38″N 20°33′55″E / 67.0938°N 20.5654°E.

## Înființare
Situl Dundret a fost declarat sit de importanță comunitară în decembrie 1995 pentru a proteja 1 specie de animale. Situl a fost protejat și ca arie specială de conservare în decembrie 2009.

## Biodiversitate
Situată în ecoregiunea boreală, aria protejată conține 15 habitate naturale: Mlaștini turboase de tranziție și turbării mișcătoare, Cursuri de apă de la nivel de câmpie la nivel montan, cu vegetație Ranunculion fluitantis și Callitricho-Batrachion, Tufărișuri subarctice cu Salix spp., Taiga vestică, Fânețe montane, Izvoare fino-scandinave și mlaștini produse de izvoare bogate în minerale, Mlaștini împădurite, Turbării Aapa, Pajiști alpine și boreale, Pajiști boreale și alpine pe substrat silicios, Râuri de munte și vegetația erbacee de pe malurile acestora, Grohotișuri silicioase de la nivelul montan până la nivelul zăpezii (Androsacetalia alpinae și Galeopsietalia ladani), Păduri fino-scandinave bogate în ierburi cu Picea abies, Lacuri și iazuri distrofice naturale, Pante stâncoase silicioase cu vegetație casmofită.
La baza desemnării sitului se află o specie protejată de  mamifere: râs eurasiatic (Lynx lynx).